# Acid selenic
Acidul selenic este un acid anorganic cu formula chimică H2SeO4. Este un acid tare, vâscos, ce împarte, în mare parte, proprietăți chimice și fizice similare cu cele ale acidului sulfuric.

## Proprietăți

### Fizice
În soluție de minimum 96%, acidul selenic este un acid uleios, asemănător ca aspect acidului sulfuric. Tăria acidului selenic este asemănătoare cu cea a acidului sulfuric, având proprietăți oxidante. Acesta este foarte avid de apă, de aceea carbonizează substanțele organice. Prin încălzirea soluțiilor apoase ale acidului până la 210 °C se obține hidratul H2SeO4·H2O, iar prin încălzirea la 260 °C se obține acid selenios și oxigen.

### Chimice
Sărurile acidului selenic se numesc seleniați. Un amestec de acid selenic și acid clorhidric poate dizolva aurul și platina. În plus, o soluție concentrată și fierbinte a acestuia poate dizolva argintul și aurul, dar nu și platina. 
Selenații de argint, plumb, bariu sunt precipitate de culoare albă, această proprietate putând fi observată și la sulfații acelorași elemente. 
Prin reacția cu acidul clorhidric, acidul selenic trece la acid selenios:
H2SeO4 + 2HCl = H2SeO3 + Cl2 + H2O 

## Obținere
Datorită instabilității trioxidului de seleniu, este nefolositor să se obțină acidul selenios ca și acidul sulfuric (adică prin reacția anhidridei cu apa).  Atunci, acesta poate fi preparat prin reacția dintre dioxidul de seleniu și perhidrol:
SeO
2  +  H
2O
2  →  H
2SeO
4